# فلاویا شوارتز
فلاویا شوارتز (انگلیسی: Flavia Schwarz؛ زادهٔ ۷ نوامبر ۱۹۸۶) بازیکن فوتبال اهل سوئیس است.
وی همچنین در تیم ملی فوتبال زنان سوئیس بازی کرده‌است.